# Сконников, Александр Михайлович
Александр Михайлович Сконников (4 ноября 1954, Подвислово, Рязанская область) — советский и российский тяжелоатлет и тренер, вице-чемпион СССР (1982). Мастер спорта СССР международного класса (1979), заслуженный тренер России (2000).
Тренировался в рязанском клубе «Локомотив» и ДСО «Зенит». В 1982 году в завоевал серебро чемпионата СССР в категории до 67,5 кг.
В 1980-е годы учился в ГЦОЛИФКе.
После завершения карьеры стал тренером в спортивном клубе «Кунцево». Среди воспитанников — Николай Петухов и Михаил Кокляев. Вице-президент Федерации тяжёлой атлетики Москвы.